# Estación San Bosco
San Bosco es una de las estaciones del Sistema Integrado de Transporte MIO, en la ciudad de Cali, inaugurado en el año 2008.

## Ubicación
Se ubica en la calle 9 con carrera 15, al lado del barrio San Juan Bosco, allí la inspiración del nombre.

## Características
Debido a que dos rutas alimentadoras (A02 y A06) llevan a lugares considerados importantes en la ciudad (ambas llevan a la Plazoleta de San Francisco y la ruta A02 lleva al zoológico de Cali), la estación es considerada como una de las más concurridas.
Su pictograma es el de un poporo Quimbaya.

## Servicios de la estación

### Rutas expresas
| Ruta | Estación Origen             | Estación Destino            | Sentido (N/S) |
| ---- | --------------------------- | --------------------------- | ------------- |
| E21  | Terminal Menga Av 3N Cl 70N | Universidades Cra 100 Cl 16 | Ambos         |

### Rutas troncales
| Ruta | Estación Origen                        | Estación Destino             | Sentido (N/S) |
| ---- | -------------------------------------- | ---------------------------- | ------------- |
| T31  | Terminal Paso del Comercio Cra 1 Cl 71 | Universidades Cra 100 Cl 16  | Ambos         |
| T47B | Terminal Andrés Sanín Cl 75 Cra 19     | Unidad Deportiva Cl 5 Cra 52 | Ambos         |
| T57A | Nuevo Latir Cra 28D Cl 79              | Capri Cl 5 Cra 78            | Ambos         |

### Rutas pretroncales
| Ruta | Origen                      | Trayecto                               | Destino           |
| ---- | --------------------------- | -------------------------------------- | ----------------- |
| P27D | Terminal Menga Av 3N Cl 70N | Cl 70 - Av 6N - Centro - Av. Roosevelt | Capri Cl 5 Cra 78 |
| P60B | Terminal Simón Bolivar      | Cra 66 - Cl 14 - Cl 13 - Centro        | Centro            |

### Rutas circulares
| Ruta | Origen                             | Trayecto                                                                    | Destino                            |
| ---- | ---------------------------------- | --------------------------------------------------------------------------- | ---------------------------------- |
| C417 | Terminal Andrés Sanín Cl 73 Cra 19 | Tv 103 - Cr 27 - Av. Ciudad de Cali - Cr 99 - Troncal Cl 5 - Troncal Cr 15  | Terminal Andrés Sanín Cl 73 Cra 19 |
| C471 | Terminal Andrés Sanín Cl 73 Cra 19 | Troncal Cr 15 - Troncal Cl 5 - Cra 99 - Av. Ciudad de Cali - Cr 27 - Tv 103 | Terminal Andrés Sanín Cl 73 Cra 19 |

### Rutas alimentadoras
| Ruta | Origen               | Trayecto             | Destino |
| ---- | -------------------- | -------------------- | ------- |
| A01A | Inicio del recorrido | Cl 15 - Av 2N - Cl 8 | C.A.M.  |